# Eclipse solar de 26 de fevereiro de 2017

Esquema animado mostrando as áreas atingidas pelo eclipse

O eclipse solar de 26 de fevereiro de 2017 foi um eclipse anular visível no centro-sul da América do Sul, no centro-sul da África e na Antártida. Foi o eclipse número 29 na série Saros 140 e teve magnitude 0,9922. Gamma teve o valor de -0,458.